# テレビ朝日米子支局
テレビ朝日米子支局（テレビあさひよなごしきょく）は、鳥取県米子市にあるテレビ朝日の支局。主に鳥取県西部を対象にニュースの取材業務などを行っている。

## 概要
テレビ朝日系の系列局がない山陰地方の統括支局に位置づけられており、米子支局から分離・独立したテレビ朝日鳥取支局・テレビ朝日松江支局は米子支局傘下の支局として扱われている。
あくまでも取材拠点であり、当然ながらテレビ朝日系列の放送を送信する施設等は一切ない。それゆえ、放送業務は行っておらず、ケーブルテレビ局の中海テレビ放送では瀬戸内海放送を同時再放送により視聴することになる。

## 事業所所在地
テレビ朝日米子支局（統括支局）
- 〒683-0823 鳥取県米子市加茂町二丁目106番地5 日本生命米子ビル

テレビ朝日鳥取支局（傘下支局）
- 〒680-0022 鳥取県鳥取市西町一丁目202番地 東邦ビル3階
  - このビルには朝日新聞鳥取総局も入居している。過去には他系列局で朝日新聞資本の入る山陰放送(BSS)鳥取支社（TBS系列）も入居していた（現在は鳥取商工会議所ビル5階に移転）。

テレビ朝日松江支局（傘下支局）
- 〒690-0007 島根県松江市御手船場町549番地1 損保ジャパン松江ビル

## 沿革
- もともとは、テレビ朝日米子通信部で、当時、通信部長だった後藤俊夫が記者として、1人で鳥取県や島根県東部・隠岐をカバーし、自宅を使用していた。（島根県西部は当初から広島ホームテレビが担当していた）。
- 1989年10月1日 ANNの業務拡大に伴い、米子通信部がテレビ朝日米子支局に昇格。同時に社屋を日本生命米子ビルに移転。記者（地元出身者を中心に採用）も増員した。併せて鳥取県東部・中部地域がテレビ朝日鳥取支局として独立。なお、鳥取支局長は米子支局長が兼務する形をとっている。また、全国朝日放送株式会社（当時）は米子・鳥取の両支局を運営する子会社「有限会社エーサットサンイン」を設立した。
- 2000年10月6日 鳥取県西部地震発生。テレビ朝日米子支局だけでは人数が不足するため、テレビ朝日・朝日放送・瀬戸内海放送・広島ホームテレビに応援を要請し、必要な人数を確保。
- 2003年10月1日 全国朝日放送株式会社が有限会社エーサットサンインを吸収合併し、株式会社テレビ朝日に商号変更。
- その後、後藤俊夫支局長兼記者の定年退職に伴い、後藤龍彦記者が後任の支局長となる。
- 2005年 島根県東部・隠岐地域がテレビ朝日松江支局として独立。なお、松江支局長は米子支局長が兼務する形をとっている。

## 報道取材区域
- 鳥取県
  - 米子市
  - 境港市
  - 西伯郡
    - 日吉津村 - 大山町（旧中山町を除く） - 南部町 - 伯耆町

  - 日野郡
    - 日南町 - 日野町 - 江府町

## 米子支局傘下の支局
- テレビ朝日鳥取支局（鳥取県東部・中部地域）
- テレビ朝日松江支局（島根県東部・隠岐地域）